# Stella Adler
Stella Adler (Nova Iorque, 10 de fevereiro de 1901 — Los Angeles, 21 de dezembro de 1992) foi uma atriz de teatro e cinema dos Estados Unidos e importante professora de interpretação para atores. Fundou o Conservatório Stella Adler na cidade de Nova Iorque em 1949.
Tornou-se importante por ser uma das professoras do reconhecido Método de Interpretação para atores, ou apenas Método, por mais de quarenta anos, técnica inspirada nos ensinamentos de Constantin Stanislavski.
Em 1934, viajou a Paris para estudar pessoalmente com Stanislavsky, para trazer de volta, aos Estados Unidos, os pontos de vista do professor e ator russo que, segundo ela, estavam sendo distorcidos e vendidos como artigo de consumo pelo Actors Studio de Elia Kazan e Lee Strasberg.

## Biografia
Aos quatro anos fez parte da Companhia Independente de Arte Ídiche, formada por seus pais (Independent Yiddish Art Company)  permanecendo até 1961, por 55 anos. Filha mais jovem de grandes atores do teatro judaico norte-americano, Sara Adler e Jacob P. Adler, tendo como irmãos, também atores Luther Adler,  Jay Adler, Charles Adler.
Ela fez sua primeira apresentação nos teatros da Broadway em 1922, como Borboleta na peça The World We Live In,  também apresentando-se em vaudevilles. Entre 1922 e 1923,  o diretor russo Stanislavsky, fez sua única apresentação nos Estados Unidos, com a sua companhia o Teatro de Arte de Moscou. Adler e outros artistas viram estas apresentações que impactaram sua carreira e o teatro do século XX.
Ela junta-se ao American Laboratory Theatre School em 1925, onde foi introduzida às teorias de Stanislavsky por fundadores e ex-atores do teatro de Moscou, Richard Boleslavski e Maria Ouspenskaya.  Em 1931, ela juntou-se ao Group Theatre de Nova Iorque, fundado por Harold Clurman, Lee Strasberg and Cheryl Crawford.
No Group Theatre ela trabalhou nas seguintes peças: Success Storyde John Howard Lawson, em duas peças de Clifford Odets Awake and Sing! e Paradise Lost e dirigiu  a montagem de outras duas peças de Odets num giro pelo país, Golden Boy e More to Give to People. Os membros do Group Theatre foram os principais divulgadores do chamado Método de interpretação no ocidente, baseado no trabalho e escritos de Constantin Stanislavski.
Em 1934, Adler foi para Paris com Harold Clurman e estudou intensivamente com Stanislavsky por cinco semanas, considerando que Stanislavsky, nesta época, revisara suas teorias, sublinhando que o ator deveria criar pela mais pela imaginação que pela memória. Depois de seu retorno aos EUA ela rompe com Strasberg nos principais aspe(c)tos do Método.
Em janeiro de 1937, muda-se para Hollywood, onde atua por seis anos, retornando algumas vezes para o Group Theater até à sua dissolução, em 1941. Stella também participou do Erwin Piscator Dramatic Workshop na New School for Social Research, em Nova Iorque. Em 1941, Adler se casa com Harold Clurman.
No Stella Adler Conservatory, fundado por ela em 1949, teve como seus alunos Marlon Brando, Dolores del Río, Robert De Niro, Elaine Stritch, Martin Sheen, Manu Tupou, Harvey Keitel, Melanie Griffith, Peter Bogdanovich e Warren Beatty. Stela também foi professora de interpretação da Yale School of Drama.

## Diferenças sobre o método
A Britânica aponta como uma das diferenças centrais entre sua abordagem sobre a interpretação do ator da de Lee Strasberg, do Actors Studio, seria que Stella considerava que o ator deveria criar usando a imaginação, enquanto o Método de Strasberg dirigia-se às experiências pessoais do ator.

## Filmes
- Lover on Toast (1938)
- Shadow of the Thin Man (1941)
- My Girl Tisa (1948)

## Livros de Stella Adler

###### Português
- Técnica da Representação Teatral. Civ. Brasileira, 2002
- Stela Adler sobre Ibsen, Strindberg e Chekhov. Bertrand Brasil, 2002

###### Inglês
- Stella Adler on Acting 1988
- Technique of Acting Bantam Books. 1990
- Jacob Adler. Hal Leonard Books
- Stella Adler. Autores Marlon Brandon, Howard Kissel e Stella Adler. Hal Leonard Books 2000